# József Takács (Fußballspieler, 1965)
József Takács (* 16. November 1965) ist ein ehemaliger ungarischer Fußballspieler und nunmehriger -trainer.

## Karriere

### Als Spieler
Takács begann seine Karriere beim Miskolci VSC. Zur Saison 1983/84 wechselte er zum Erstligisten Diósgyőri VTK. In der Saison 1983/84 kam er zu sieben Einsätzen in der Nemzeti Bajnokság, aus der er mit Diósgyőr zu Saisonende aber abstieg. Nach fünf Spielzeiten in der zweiten Liga wechselte er zur Saison 1989/90 zum Erstligisten Videoton SC, für den er insgesamt 24 Mal spielte. Im Januar 1991 wechselte er zum Zweitligisten Kazincbarcika SC.
Zur Saison 1991/92 wechselte Takács zum österreichischen Zweitligisten SCR Altach. Für Altach spielte er 33 Mal in der 2. Division und erzielte dabei sieben Tore. Zu Saisonende stieg er mit dem Verein aber aus der zweithöchsten Spielklasse ab. Zur Saison 1995/96 kehrte er leihweise nach Diósgyőr zurück. Ab April 1996 spielte er wieder in Altach. Zur Saison 1996/97 kehrte er fest in seine Heimat zum Miskolci VSC zurück. Dort beendete er nach der Saison 1996/97 sein Karriere. 2009 setzte sich Takács als Trainer des FC Rot-Weiß Rankweil selbst noch einige Male in der Regionalliga und der Vorarlbergliga ein.

### Als Trainer
Takács übernahm zur Saison 2007/08 den Regionalligisten FC Dornbirn 1913 als Trainer. Nach einer Saison trennte sich Dornbirn vom Ungarn. Im Januar 2009 übernahm er den Ligakonkurrenten FC Rot-Weiß Rankweil als Spielertrainer. Mit dem finanziell stark angeschlagenen Verein stieg er zu Saisonende punktelos aus der Regionalliga ab. Nachdem sich der Verein dann auch in der Vorarlbergliga auf einem Abstiegsplatz befunden hatte, wurde Takács in der Winterpause 2009/10 durch Frank Flatz ersetzt. In der Saison 2014/15 fungierte er kurzzeitig als Co-Trainer bei den Amateuren des SC Austria Lustenau.